# Premio Pulitzer 1949
Quella del 1949 fu la trentatreesima assegnazione dei Premi Pulitzer e vide la consegna di tredici premi in altrettante categorie, sette relative al mondo del giornalismo e sei relative al mondo della letteratura, della drammaturgia e della musica.
In quest'edizione, la giuria fu composta da 16 membri, tra cui il presidente della Columbia University, Dwight D. Eisenhower, e fu presieduta da Joseph Pulitzer, redattore del St. Louis Post-Dispatch  nonché omonimo figlio del fondatore dei premi Pulitzer, Joseph Pulitzer.

## Giornalismo
- Pubblico servizio:

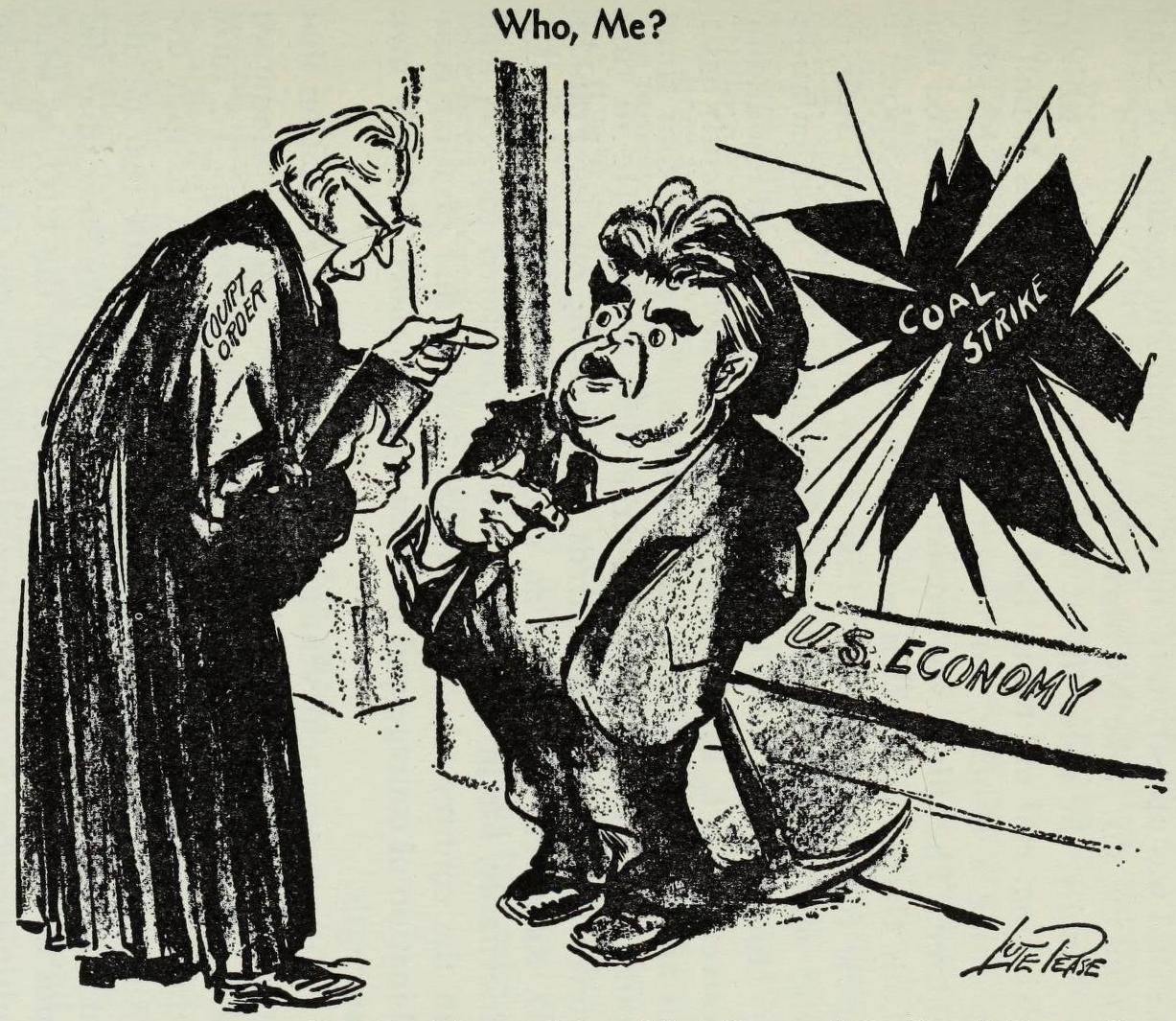
Who, Me?, vincitrice del Premio Pulitzer per la miglior vignetta editoriale

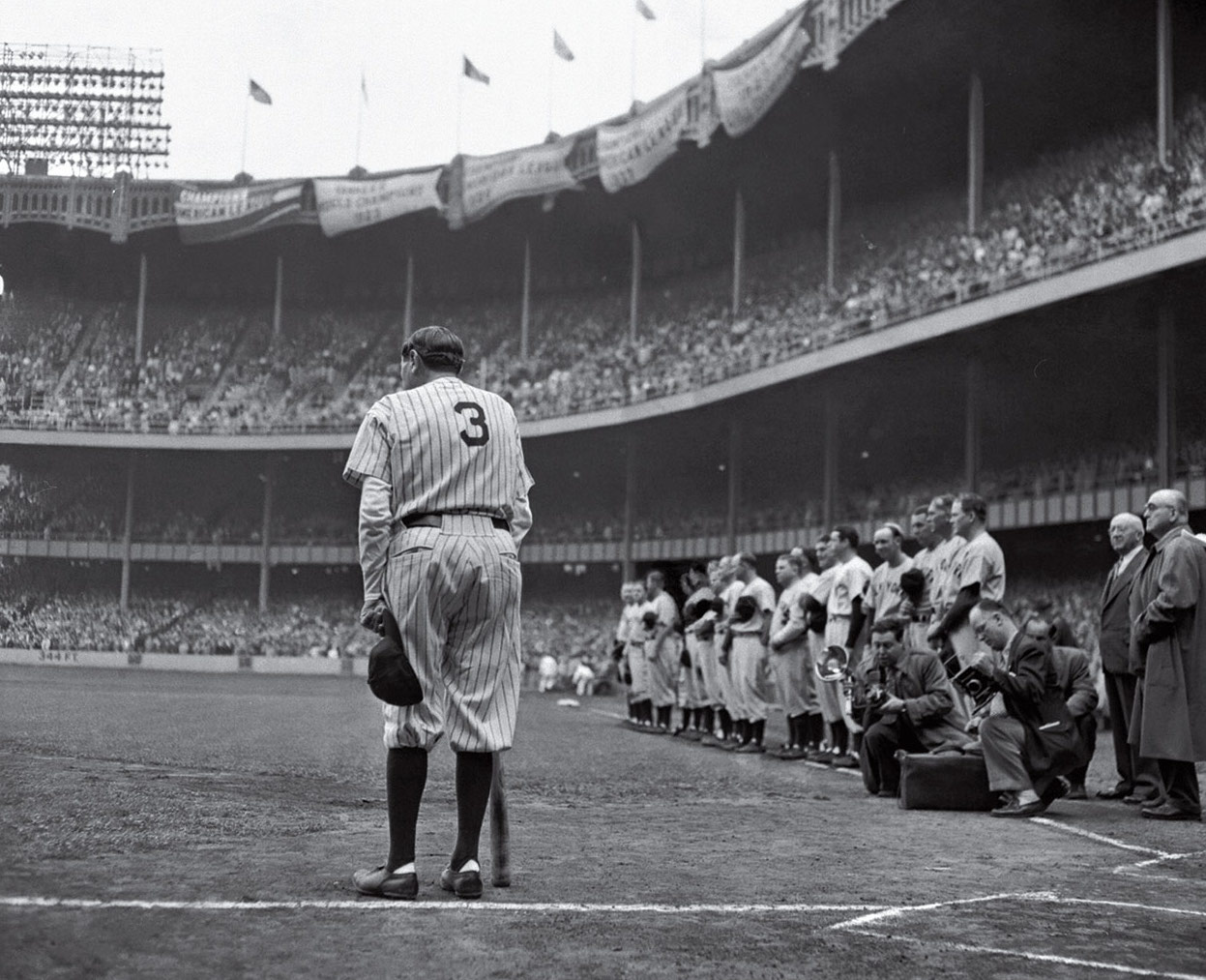
Babe Ruth Bows Out, la fotografia vincitrice del Premio Pulitzer del 1949

  - Nebraska State Journal, per la campagna che ha istituito le primarie presidenziali Nebraska All-Star Primary, le quali hanno evidenziato, attraverso un comitato bipartisan, i primi argomenti della campagna presidenziale.[2]
- Giornalismo locale:
  - Malcolm Johnson, del New York Sun, per la sua serie di 24 articoli intitolata Crime on the Waterfront e riguardante la città di New York.
- Giornalismo nazionale:
  - C. P. Trussell, del New York Times, per la sua costante eccellenza nel raccontare la scena nazionale da Washington.
- Giornalismo internazionale:
  - Price Day, del The Baltimore Sun, per la sua serie di 12 articoli intitolata Experiment in Freedom: India and Its First Year of Independence.
- Editoriale:
  - Herbert Elliston, del The Washington Post, per i suoi encomiabili editoriali pubblicati durante l'anno 1948.
  - John H. Crider, del Boston Herald, per i suoi encomiabili editoriali pubblicati durante l'anno 1948.
- Vignetta editoriale:
  - Lute Pease, del Newark Evening News, per la vignetta intitolata Who, Me?.
- Fotografia:
  - Nathaniel Fein, del New York Herald-Tribune, per la fotografia Babe Ruth Bows Out.

## Letteratura, drammaturgia e musica
- Narrativa:
  - Guard of Honor, di James Gould Cozzens (Harcourt).
- Drammaturgia:
  - Death of a Salesman, di Arthur Miller (Viking Press).
- Storia:
  - The Disruption of American Democracy, di Roy Franklin Nichols.
- Biografie o Autobiografie:
  - Roosevelt and Hopkins, di Robert E. Sherwood.
- Poesia:
  - Terror and Decorum, di Peter Viereck.
- Musica:
  - Colonna sonora del film Louisiana Story, di Virgil Thomson, pubblicata nel 1948 dalla Robert J. Flaherty Productions.